# خارکه د لا بال
خارکه د لا بال (به اسپانیایی: Jarque de la Val) یک شهرستان در اسپانیا است که در استان تروئل واقع شده‌است.

## خصوصیات
خارکه د لا بال ۲۹ کیلومترمربع مساحت و ۹۶ نفر جمعیت دارد.